# Dustin Pedroia
Dustin Luis Pedroia (né le 17 août 1983 à Woodland, Californie, États-Unis) est un ancien joueur de deuxième but de baseball évoluant en Ligue majeure.
Vainqueur de la Série mondiale 2007 et de la Série mondiale 2013 avec les Red Sox, recrue de l'année de la Ligue américaine en 2007 puis meilleur joueur de cette même ligue en 2008, il est invité quatre fois au match des étoiles (2008-2010, 2013). Il gagne quatre Gants dorés (2008, 2011, 2013, 2014) et un Bâton d'argent (2008) à la position de deuxième but.

## Biographie
Après des études secondaires à la Woodland High School de Woodland (Californie), Dustin Pedroia suit des études supérieures à l'Université d'État de l'Arizona où il porte les couleurs des Arizona State Sun Devils de 2002 à 2004.  
Il est drafté le 7 juin 2004 par les Red Sox de Boston au deuxième tour de sélection. Il perçoit un bonus de 575 000 dollars à la signature de son premier contrat professionnel le 21 juillet 2004. 
Pedroia passe deux saisons en Ligues mineures avant d'effectuer ses débuts en Ligue majeure le 22 août 2006.

### Saison 2007
Avec 165 coups sûrs, 50 points produits et une moyenne au bâton de ,317 en 139 parties, Pedroia gagne le prix de la recrue de l'année de la Ligue américaine en 2007.
Il remporte la Série mondiale 2007 avec les Red Sox.

### Saison 2008
En 2008, il est désigné Meilleur joueur de la Ligue américaine. Il est le troisième joueur de l'histoire des majeures à avoir été nommé joueur par excellence l'année suivant son élection comme meilleure recrue, un exploit réalisé avant lui par Cal Ripken et Ryan Howard. Avec une moyenne au bâton de ,326, il échappe le championnat des frappeurs de la Ligue américaine remporté par Joe Mauer et sa moyenne de ,328. Il est le meilleur frappeur de coups sûrs du baseball majeur avec Ichiro Suzuki des Mariners de Seattle, les deux joueurs complétant l'année avec 213 chacun. Ses 54 doubles le placent au premier rang des majeures. Il domine l'Américaine pour les points marqués avec 118, et est deuxième des majeures à ce chapitre derrière Hanley Ramirez des Marlins. Pedroia réussit également 20 vols de buts.
En 2008, il remporte également le Bâton d'argent et le Gant doré à la position de deuxième but et reçoit sa première sélection au match des étoiles.

### Saison 2009
Pedroia reçoit sa deuxième invitation au match d'étoiles et mène de nouveau l'Américaine avec 115 points marqués. Il frappe 48 doubles, 15 circuits, 185 coups sûrs au total et produit 72 points. Il ajoute 20 buts volés, égalant son total de 2008.

### Saison 2010
Il rate la majeure partie de la saison 2010, incluant le match des étoiles, en raison de blessures. Il ne joue que 75 parties cette année-là.

### Saison 2011
Du 29 juin au 28 juillet 2011, Pedroia connaît une séquence de 25 matchs consécutifs avec au moins un coup sûr.
Il est nommé joueur par excellence du mois de juillet 2011 dans la Ligue américaine avec ,411 de moyenne au bâton et ,723 de moyenne de puissance avec huit circuits, 22 points produits, 27 points marqués et 18 coups sûrs de plus d'un but en 26 parties.
En 2011, il termine 7e de la Ligue américaine pour la moyenne au bâton (,307), 6e pour les coups sûrs (195), 6e pour les buts-sur-balles (86) et 7e pour la moyenne de présence sur les buts (,387). Il est aussi le joueur des majeures comptant le plus de passages au bâton (731). Il complète l'année avec de nouveaux records personnels de 21 circuits, 91 points produits et 26 buts volés. Gagnant de son second Gant doré comme meilleur joueur de deuxième but défensif de sa ligue, il prend le 9e rang du vote déterminant le joueur par excellence de la Ligue américaine.

### Saison 2012

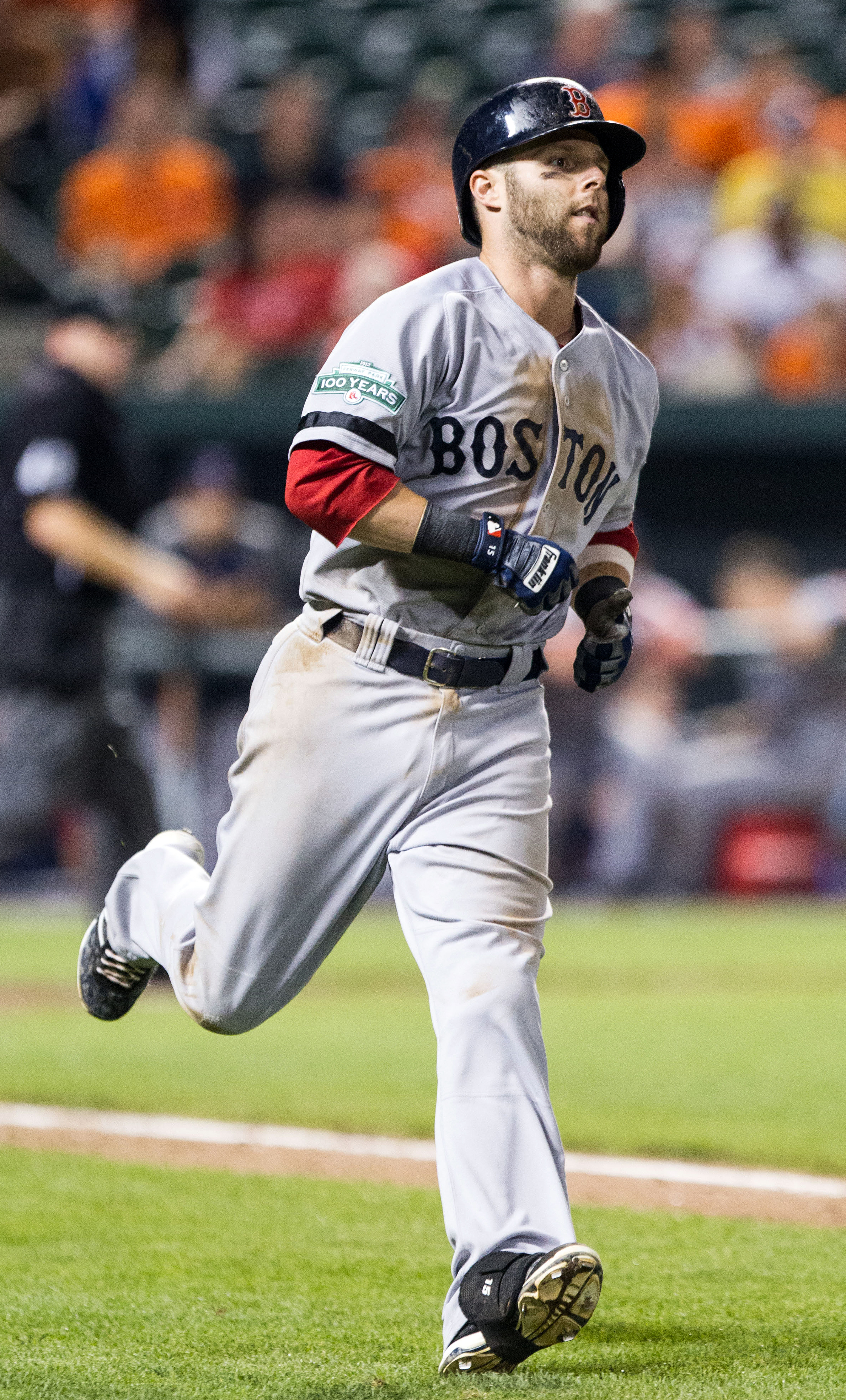
Dustin Pedroia en 2012.

### Saison 2013
Pedroia et les Red Sox remportent la Série mondiale 2013.

## Statistiques
| Saison | Équipe | G    | AB   | R   | H    | 2B  | 3B | HR  | RBI | SB  | BA   |
| ------ | ------ | ---- | ---- | --- | ---- | --- | -- | --- | --- | --- | ---- |
| 2006   | Boston | 31   | 89   | 5   | 17   | 4   | 0  | 2   | 7   | 0   | .191 |
| 2007   | Boston | 139  | 520  | 86  | 165  | 39  | 1  | 8   | 50  | 7   | .317 |
| 2008   | Boston | 157  | 653  | 118 | 213  | 54  | 2  | 17  | 83  | 20  | .326 |
| 2009   | Boston | 154  | 626  | 115 | 185  | 48  | 1  | 15  | 72  | 20  | .296 |
| 2010   | Boston | 75   | 302  | 53  | 87   | 24  | 1  | 12  | 41  | 9   | .288 |
| 2011   | Boston | 159  | 635  | 102 | 195  | 37  | 3  | 21  | 91  | 26  | .307 |
| 2012   | Boston | 141  | 563  | 81  | 163  | 39  | 3  | 15  | 65  | 20  | .290 |
| 2013   | Boston | 160  | 641  | 91  | 193  | 42  | 2  | 9   | 84  | 17  | .301 |
| 2014   | Boston | 135  | 551  | 72  | 153  | 33  | 0  | 7   | 53  | 6   | .278 |
| 2015   | Boston | 93   | 381  | 46  | 111  | 19  | 1  | 12  | 42  | 2   | .291 |
| 2016   | Boston | 154  | 633  | 105 | 201  | 36  | 1  | 15  | 74  | 7   | .318 |
| 2017   | Boston | 105  | 406  | 46  | 119  | 19  | 0  | 7   | 62  | 4   | .293 |
| 2018   | Boston | 3    | 11   | 1   | 1    | 0   | 0  | 0   | 0   | 0   | .091 |
| Totaux | Totaux | 1506 | 6011 | 921 | 1803 | 394 | 15 | 140 | 724 | 138 | .300 |

| Saison | Équipe | G  | AB  | R  | H  | 2B | 3B | HR | RBI | SB | BA   |
| ------ | ------ | -- | --- | -- | -- | -- | -- | -- | --- | -- | ---- |
| 2007   | Boston | 14 | 60  | 12 | 17 | 6  | 0  | 2  | 10  | 0  | .283 |
| 2008   | Boston | 11 | 43  | 9  | 10 | 2  | 0  | 3  | 6   | 2  | .233 |
| 2009   | Boston | 3  | 12  | 1  | 2  | 1  | 0  | 0  | 2   | 0  | .167 |
| 2013   | Boston | 16 | 63  | 8  | 15 | 4  | 0  | 0  | 7   | 1  | .238 |
| 2016   | Boston | 3  | 12  | 2  | 2  | 1  | 0  | 0  | 0   | 0  | .167 |
| 2017   | Boston | 4  | 16  | 0  | 2  | 0  | 0  | 0  | 0   | 0  | .125 |
| Totaux | Totaux | 51 | 206 | 32 | 48 | 14 | 0  | 5  | 25  | 3  | .233 |

Note : G = Matches joués ; AB = Passages au bâton; R = Points ; H = Coups sûrs ; 2B = Doubles ; 3B = Triples ; 
HR = Coup de circuit ; RBI = Points produits ; SB = Buts volés ; BA = Moyenne au bâton.